# Cold War 2 (film)
Série
Cold War
(2012)
Pour plus de détails, voir Fiche technique et Distribution.
Cold War 2 (寒戰II, Hon zin Ji, litt. « Guerre froide II ») est un thriller policier sino-hongkongais co-écrit et réalisé par Longman Leung et Sunny Luk et sorti en 2016,,.
C'est la suite directe de Cold War, sorti en 2012, mais il obtient un succès critique bien moindre que son prédécesseur, totalisant tout de même plus de 100 millions $ au box-office chinois de 2016.

## Synopsis
La police de Hong Kong assiste aux obsèques des deux surintendants tués lors du film précédent. Peu de temps après, le commissaire Sean Lau (Aaron Kwok) reçoit un appel de l'un des responsables du vol du fourgon de police qui lui dit que sa femme a été enlevée et qu'elle sera échangée contre Joe Lee (Eddie Peng). Lau outrepasse la procédure habituelle pour transférer Joe hors de prison et le ravisseur lui ordonne de l'amener à une station de métro. Sur place, Joe réussit à s’échapper grâce à ses complices, dont l’un déclenche une bombe. Les criminels libèrent dans le même temps la femme de Lau dans la station.
Les actions de Lau sont critiquées par les médias et de nombreux politiciens, ce qui conduit à une enquête publique. Craignant que la police ait été infiltrée, Lau demande en privé à Billy Cheung (Aarif Rahman (en)), un agent de la Commission indépendante contre la corruption l'ayant aidé dans le film précédent, de former une équipe indépendante de la police, afin qu'ils puissent traquer les criminels. Pendant ce temps, M.B. Lee (Tony Leung Ka-fai), commissaire-adjoint sur le point de prendre sa retraite, et également père de Joe, est confronté à son fils en fuite, accompagné de Peter Choi (Chang Kuo-chu), un ancien commissaire qui sert maintenant d'éminence grise en politique. Choi se révèle être le cerveau derrière les ennuis du film précédent et son objectif actuel est d'éliminer Lau, qui n'est pas membre de son cercle, et de placer ses propres partisans au pouvoir lors de la prochaine élection. Choi a formé une bande composée d'anciens policiers ayant été expulsés ou ayant simulé leur propre mort. Il promet à Lee non seulement le poste de commissaire, mais également celui de secrétaire à la sécurité, sur lequel il a des vues.
Un législateur nommé Oswald Kan (Chow Yun-fat) est convaincu par son vieil ami Lai (Waise Lee), le secrétaire de justice, de participer à l'enquête publique sur Lau, mais est pris de court quand Lee critique ouvertement Lau, plutôt que de le défendre, ce qu'il était censé faire à l'origine. Kan en déduit que Lee est manipulé et demande à ses élèves d’enquêter, dont Bella Au (Janice Man (en)), et décide de suivre secrètement Lee, puis plus tard Choi avec qui Lee s'entretient. Se rendant compte qu'ils sont suivis, Choi ordonne à un subordonné de percuter le véhicule d'Au, provoquant une collision en chaîne au cours de laquelle Au est tuée et le véhicule de Choi est pris au piège. Lau arrive et se retrouve pris dans une fusillade lors de laquelle Joe est gravement blessé par balle par Lau, mais Choi réussit à s'échapper. Kan trouve sur place une photo prise par Au de Choi et Lee ensemble.
L'équipe indépendante de Lau trouve l'emplacement des derniers hommes de main de Choi et du fourgon de police volé. Lee, quant à lui, convainc ou donne des pots de vin à plusieurs officiers de police haut placés pour qu'ils signent une pétition demandant le renvoi de Lau. Dans les dernières heures précédant la démission de Lau, il lance une rafle sur les hommes de main et demande à Lee de prendre le commandement, notant que, puisque les hommes de main sont des officiers de police renégats autrefois sous l'autorité de Lee, c'est lui qui connaît le mieux leurs stratégies. Lee accepte, sachant qu'il ne peut pas refuser sans avoir l'air faible, et espère que puisqu'il est secrètement ami avec ces hommes de main, ils auront du mal à le tuer. L'opération est un succès, tous les suspects sont tués, et Kan et Lau dénoncent les crimes de Lee et de Choi au directeur général, qui décide d'accorder l'amnistie à Lee et à Choi, car ils sont trop importants pour être arrêtés sans déstabiliser la société. Lee est contraint à la retraite et Choi est définitivement exilé de Hong Kong, leurs crimes n'étant jamais divulgués au public. Lau conserve son poste de commissaire et Lee rend visite à son fils qui est en garde à vue et couché sur un lit à l'hôpital.

## Fiche technique
- Titre original : 寒戰II
- Titre international : Cold War 2
- Réalisation : Longman Leung et Sunny Luk
- Scénario : Jack Ng, Longman Leung et Sunny Luk
- Photographie : Jason Kwan
- Montage : Jordan Goldman et Ron Chan
- Musique : Peter Kam
- Production : William Kong, Ivy Ho, Jiang Ping, Zhao Haicheng et Fan Kim-hung
- Société de production : Irresistible Delta Limited, Edko Films, Shanghai Tencent Penguin Pictures, China Film Group Corporation et Homeland Pictures
- Société de distribution : Edko Films
- Pays d’origine :  Hong Kong,  Chine
- Langue : cantonais et anglais
- Format : couleur
- Genres : thriller, policier
- Durée : 110 minutes
- Date de sortie :
  - Chine, Hong Kong, Taïwan, Australie et Nouvelle-Zélande : 8 juillet 2016

## Distribution
- Aaron Kwok : Sean K.F. Lau, commissaire-adjoint (gestion)
- Tony Leung Ka-fai : Waise M.B. Lee, commissaire-adjoint (opération)
- Chow Yun-fat : Oswald Kan, juge à la retraite, avocat principal et législateur au Tribunal de première instance de la Haute Cour
- Charlie Yeung : Phoenix C.M. Leung, commissaire divisionnaire, chef du service des relations publiques de la police
- Janice Man (en) : Isabel Au, avocate
- Aarif Rahman (en) : Billy K.B. Cheung, inspecteur principal de la Commission indépendante contre la corruption
- Tony Yang : Roy Ho, ancien agent de police
- Eddie Peng : Joe K.C. Lee, agent de l'unité d'urgence 71, enfant unique de Waise Lee
- Alex Tsui Ka-kit : Matthew K.M. Mak, commissaire de la Commission indépendante contre la corruption
- Chang Kuo-chu : Peter Choi, ancien commissaire de police
- Wu Yue (en) : Wu Tin-man, ancien inspecteur en chef
- Fan Zhibo : Rachel Ma, service de protection des personnalités
- Ma Yili (en) : Michelle Lau, la femme de Sean Lau
- Bibi Zhou (en) : Alice Poon, avocate
- Frankie Lam (en) : Alan Au, commissaire-adjoint (direction)
- Kenny Wong (en) : Stephen Han, commissaire-adjoint (opérations)
- Ram Chiang (en) : David Mok, commissaire-adjoint principal, directeur de la brigade criminelle
- Waise Lee : Edward Lai, secrétaire de la justice
- King Kong Lam (en) : Gary Fu, ancien inspecteur en chef
- Lam Wai : Neo Chan, ancien inspecteur en chef
- Wong Man-piu : Eric Ma, ancien inspecteur en chef
- Wong Chak-fung : Mark Cheng, ancien inspecteur en chef
- Felix Lok (en) : C.Y. Ma, membre du conseil législatif, président du comité de sécurité
- Terence Yin : Man To, surintendant principal, directeur de Information Systems
- Jeannie Chan (en) : Nicole Chan, assistant-inspecteur de la Commission indépendante contre la corruption
- Kathy Yuen (en) : Cecilia Lai, Inspecteur de police probatoire
- Dexter Young (en) : inspecteur principal, division technologique
- Queenie Chu (en) : Amber Tsui, propriétaire d'un bar
- Leila Tong (en) : Karen Tang, une otage

## Récompenses et nominations
| Cérémonie                                   | Catégorie                | Récipiendaire | Issue      |
| ------------------------------------------- | ------------------------ | ------------- | ---------- |
| 24e Festival du film étudiant de Pékin (en) | Meilleurs effets visuels | N/A           | Nomination |